# Lars-Yngve Johansson
Lars-Yngve Johan Johansson, född 28 januari 1941 i Borås, död 30 juli 2018 i Farsta, var en svensk antikhandlare och smyckesexpert. Han var en av experterna i TV-programmet Antikrundan från 1999.
Lars-Yngve Johansson var utbildad guld- och silversmed. Han hade även praktiserat i den tyska ädelsten- och pärlhandeln. Han drev en antikhandel på Kommendörsgatan i Stockholm sedan 1983 och var medlem av Sveriges Konst- och Antikhandlarförening. Johansson var specialiserad på antika smycken, diamanter och rosenstenar, kaméer, lava-, korall- och granatsmycken.
Han var även specialist på silver, ljuskronor samt möbler och föremål mellan rokoko och empire.